# Cubanops ludovicorum
Espèce
Synonymes
- Nops ludovicorum Alayón, 1976

Cubanops ludovicorum est une espèce d'araignées aranéomorphes de la famille des Caponiidae.

## Distribution
Cette espèce est endémique de Cuba. Elle se rencontre sur l'île de la Jeunesse et dans la province de Ciego de Ávila.

## Description

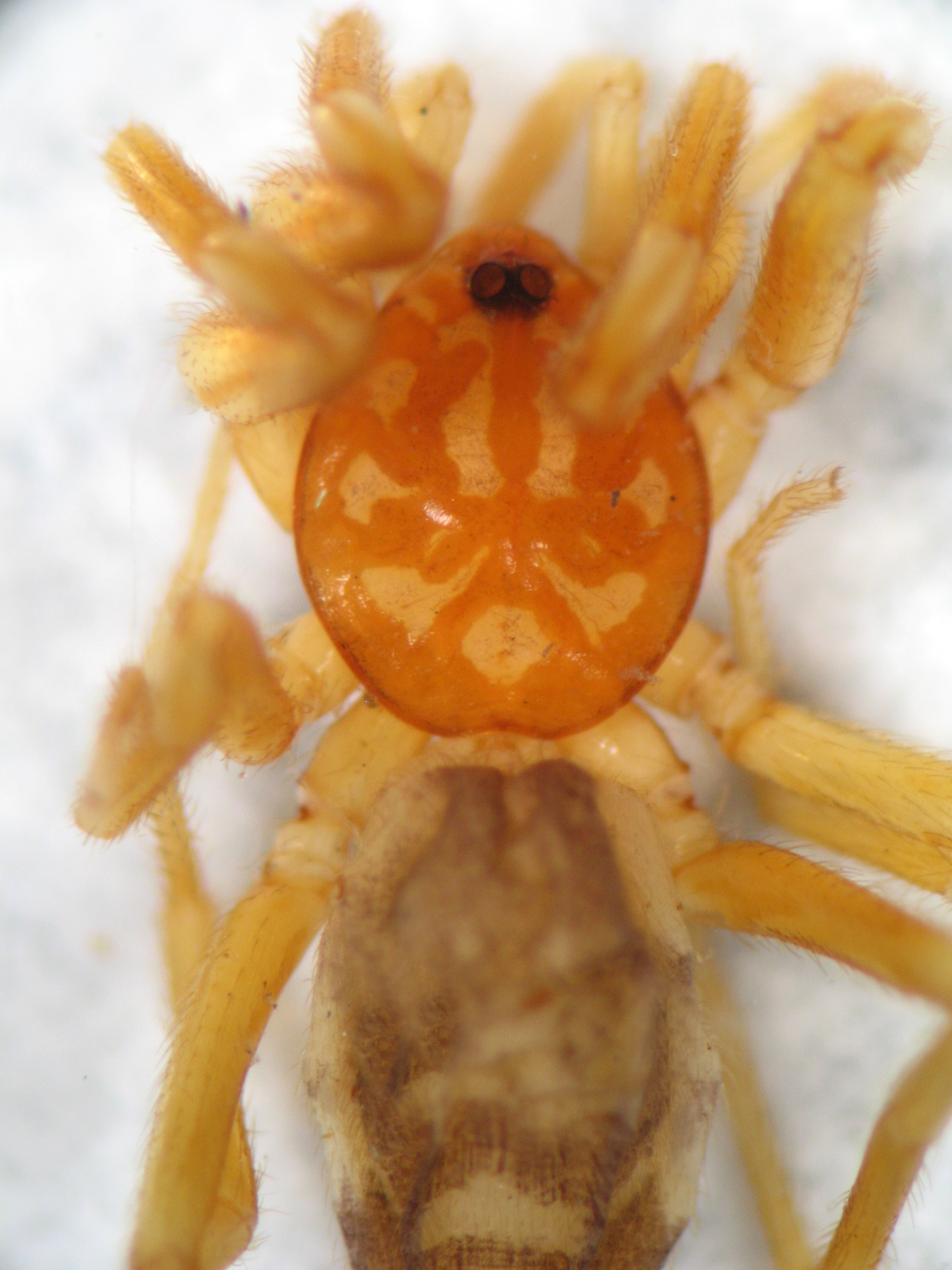
Cubanops ludovicorum

Le mâle décrit par Sánchez-Ruiz, Platnick et Dupérré en 2010 mesure 2,76 mm et la femelle 3,81 mm.

## Publication originale
- Alayón, 1976 : Nueva especie de Nops MacLeay, 1839 (Araneae: Caponiidae) de isla de Pinos, Cuba. Poeyana, vol. 148, p. 1-6.